# Charlotta Eckerman
Beata Charlotta Eckerman, född 7 juni 1759, död 16 januari 1790 i Stockholm, var en svensk skådespelerska, operasångerska och kurtisan. Hon är känd som mätress åt hertig Karl, den framtida Karl XIII, och var också verksam som spion. Född på Blästad Gård i Östergötland. 

## Biografi

### Tidiga år
Eckerman var dotter till Bengt Edvard Eckerman (död 1785), ryttmästare vid Skånska husarerna, och journalisten Catharina Ahlgren. Namnets stavning hade av fadern ändrats till Eckerman från Ekerman. Hennes far var kusin till Carl Fredrik Ekerman, borgarståndets talman, och hon var också brorsdotter till Otto Fredrik Ekerman, lagman och borgmästare i Norrköping. Hennes mor var en tid kammarfru hos Lovisa Ulrika, och hennes moster var gift med kanslisten Johan Gustaf Halldin. Eckerman hade en syster, Catharina Juliana Eckerman, och två bröder. Föräldrarna skilde sig, och fadern gifte om sig och fick ytterligare en son och två döttrar med sin andra fru.

### Scenkarriär

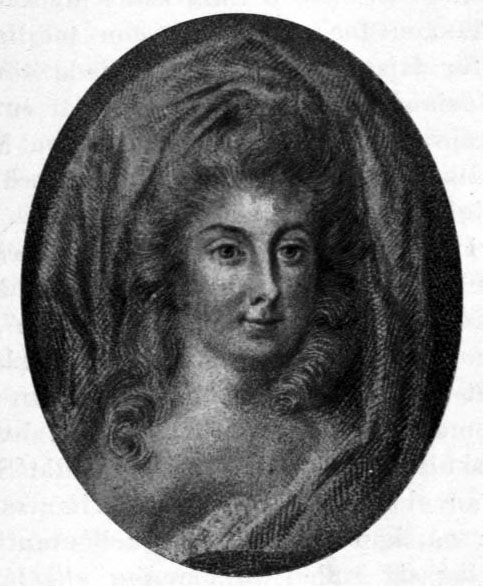
Charlotta Eckerman, gravyr av Johan Fredrik Martin.

Eckerman blev år 1774 engagerad som skådespelerska och sångerska vid Operateatern i Bollhuset vid Slottsbacken i Stockholm. Hon hade först blivit anställd inom baletten, men ansetts sakna anlag för dans; hon hade då fått en plats i kören, trots att hennes röst bedömdes som svag. Hon ansågs dock både vacker och livlig samt bedömdes ha talang för dramatik.
Gustav III uppmärksammade hennes dramatiska talang på Gripsholm sensommaren 1774, dit Operans personal hade kallats. Han såg till att hon fick sånglektioner och beordrade hovdamen Maria Aurore Uggla, som var känd som en skicklig amatörskådespelare, att instudera rollen. Samma år fick hon ersätta Elisabeth Olin som Mechtild i Birger Jarl och Mechtild. Hon gjorde succé i rollen; ”m:lle Eckerman" blev inropad på scenen av publiken liksom hennes instruktör, stjärnan i hovets amatörteater hovfröken Maria Aurora Uggla. Då föreställningen var över började hertig Karl att ropa: "Fröken Uggla, fröken Uggla!”, vilket gjorde att även publiken började applådera Uggla i hennes loge som tack för att hon tränat Eckerman. Birger Jarl och Mechthild uppfördes för första gången med Elisabeth Olin och Carl Stenborg i huvudrollen till hertig Karls bröllop på Rikssalen 1774, och blev därefter med Eckerman som Mechtild, det första talskådespel som uppfördes offentligt av Operan i Bollhuset på hösten samma år.
Eckerman blev fast anställd 1776 och fortsatte en karriär som ”värderad aktris och sångerska” fram till 1781. Hon ansågs vara en av de bättre talangerna vid Operan. Liksom Ulrica Rosenlund tillhörde hon dem bland operasångarna, som visade talang även vid talroller, under de försök att göra dramatisk talteater som ibland förekom vid Operan före grundandet av Dramaten. Hon ersatte ibland primadonnan Elisabeth Olin.

### Mätress
Eckerman uppges ha varit ”mamsell av den bättre sorten”, vilket var en dåtida benämning på en lyxprostituerad eller kurtisan, från det att hon 1774 anställdes vid Operan. År 1780 var hon bosatt vid Drottninggatan i Stockholm med sin syster och deras respektive söner. Den 25 december 1779 omnämns hon som hertig Karls officiella mätress, då hon öppet anlände till Gripsholm med ett sällskap franska skådespelare. Ryktet under denna tid hävdade att hertig Karl hade valt att inleda ett förhållande med Eckerman då han, av hänsyn till sin fru, avråddes av sin bror Fredrik att inleda ett officiellt förhållande med sin frus hovdam Maria Sophia Rosenstierna. Hertig Karl ville sedan att även Gustav III skulle ta sig en mätress, och Eckerman föreslog då sin granne, Madame Monzouve eller de Monzouvre, som bedöms ha varit en av de franska äventyrare som infann sig i det gustavianska Stockholm på grund av den smak för allt franskt som då rådde. Det tycks inte som om intrigen ledde någon vart.
Hennes ställning som officiell mätress väckte skandal, delvis på grund av Karls gemåls popularitet. I mars 1780 avslutades förhållandet, enligt ryktet på grund av allmänhetens ogillande, men i verkligheten troligen för att Karl just i mars hade blivit medlem av Frimurarna och därför trodde att det var nödvändigt. Förhållande återupptogs i juni, men avslutades slutgiltigt i augusti 1781.

### Senare liv
År 1781 blev Eckerman inblandad i en konflikt med kung Gustav III. Gustav III ska enligt uppgift ha avskytt henne ”emedan hon var mycket gladlynt och hade godt hufvud och emedan hon gycklat öfver tidens seder och bruk samt ej beundrade konungen”. Efter att förhållandet mellan Eckerman och hertig Karl var avslutat och hon inte längre hade något beskydd, gav Gustav III order om att hon skulle avskedas från Operan, förvisas från Drottningholm, och spärras in på Spinnhuset på livstid Gustav III uppgav för överståthållare Carl Sparre att Eckerman hade fött en flicka som hon sedan hade dödat, samt att hon var en av dem som spritt rykten om tronföljarens börd. Under denna tid gick det många rykten om att kronprinsen, som föddes 1778, skulle vara son till hovstallmästare Munck, rykten som underblåstes av bland annat de gåvor som kungaparet efter sonens födelse skänkte Munck.
Sparre förhörde Eckerman, som nekade till anklagelserna och hävdade att ryktet om gåvorna hade härrört från kungens livpage, Georg Johan De Besche. Hon uppgav att De Besche hade sagt henne, att de gåvor drottningen hade gett Munck nog var väl värda tronföljarens födelse. Sparre kunde heller inte finna några tecken på att hon hade begått barnamord. Monarken krävde trots detta att Eckerman skulle arresteras och spärras in, men Sparre vägrade och upplyste kungen om att det var mot svensk lag för en kung att hota en medborgares frihet utan laga dom. Då kungen ändå insisterade, bad Sparre honom att använda någon annan än honom till en uppgift av det slaget. Eckerman lämnade dock landet strax efter detta, enligt vissa uppgifter landsförvisad av kungen.
Hon tillbringade sedan några år utomlands under namnet Madame Ahlgren. Hon ska ha varit lyxprostituerad i Paris, där hon ofta hade svenska turister som kunder. År 1784 mötte och försonades hon med Gustav III under dennes statsbesök i Paris, ett möte som arrangerats av Gustaf Mauritz Armfelt. Hon fick då tillstånd att återvända till Sverige. Efter en tid i Italien återvände hon till Stockholm 1786. Hon anställdes sedan av överståthållaren för en lön på 666 rdr av polismedlen om året för att i egenskap av prostituerad spionera på de utländska ambassadörerna i Stockholm. Hon var bildad och efterlämnade ett fint bibliotek och ett dyrbart möblemang.
Hon avled under en behandling med det på den tiden moderna magnetismen, utförd av Anders Sparrman ”magnetiserad ihjäl av professor Sparrman”. Vid tiden för sin död var hon mätress åt Nederländernas ambassadör i Stockholm, baron van der Bork.
Eckerman blev 1784 avbildad av den berömda konstnären Adolf Ulrik Wertmüller, troligen på beställning av hennes beundrare Gustaf Mauritz Armfelt.

## Fiktion
Eckerman skildras i romanen Kurtisanen (2019) av Anna Laestadius Larsson.